# شیرتیغک باتلاقی
شیرتیغک باتلاقی (نام علمی: Sonchus palustris) نام یک گونه از سرده شیرتیغک است.